# Drekagil

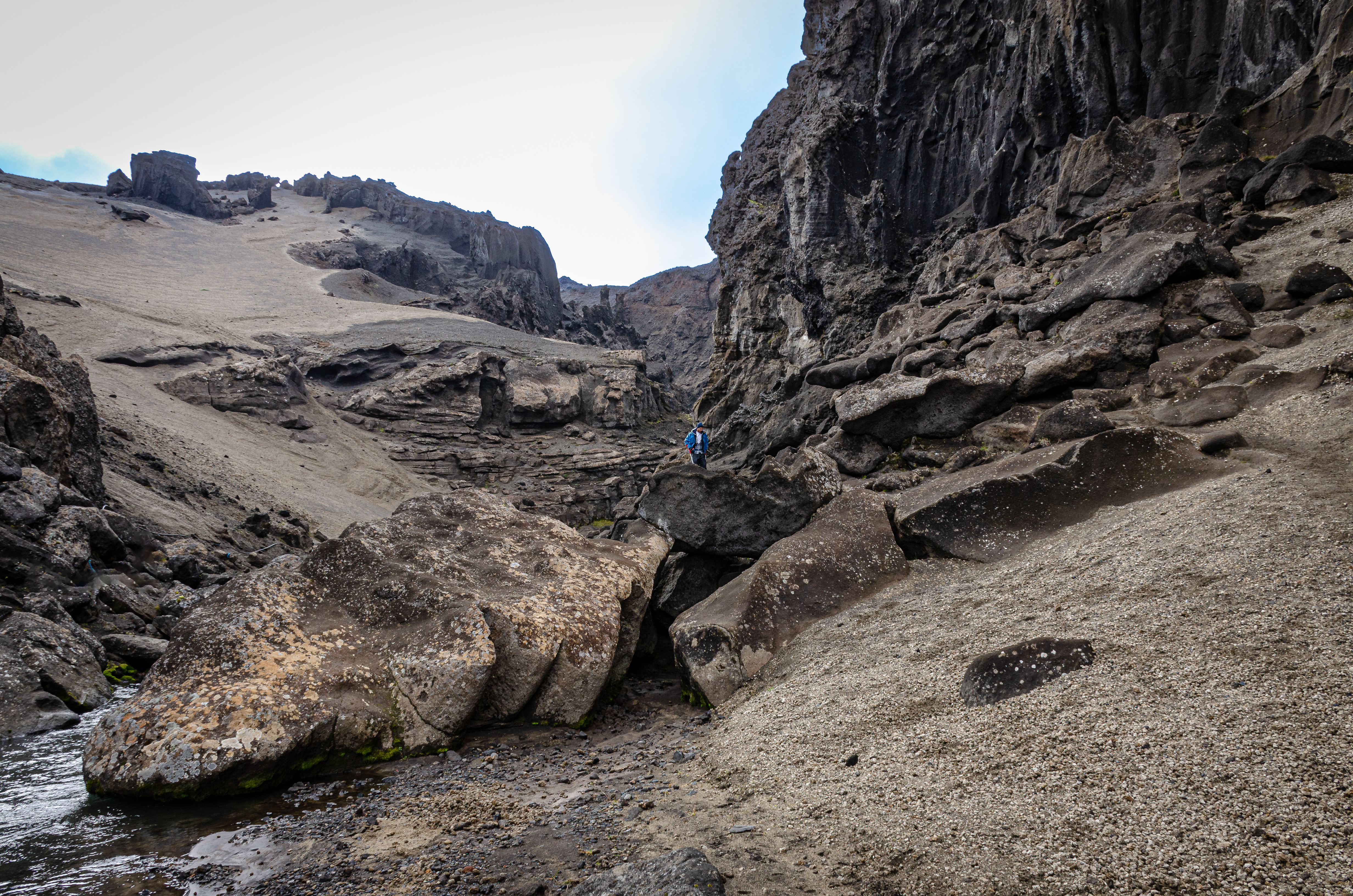
Eingang zur Drachenschlucht

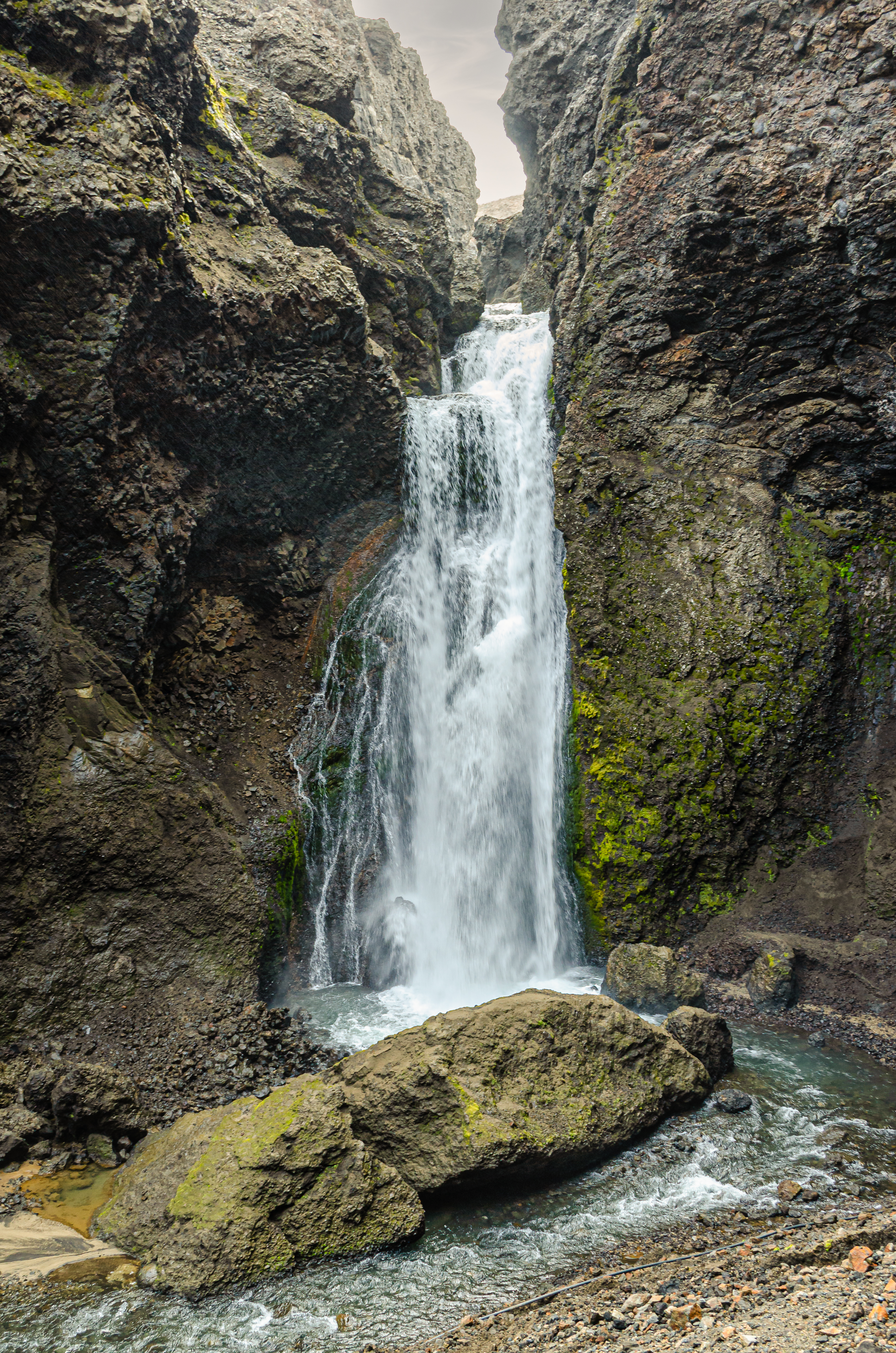
Wasserfall in der Drachenschlucht

Die Drekagil (Drachenschlucht) ist eine Schlucht im Kraterrand des Vulkans Askja in Island. 
Sie liegt im Gebirgsmassiv Dyngjufjöll etwa fünf Kilometer östlich des Sees Öskjuvatn. Auf beiden Seiten der Schlucht gibt es bizarr geformte Lavafelsen, von denen einer an einen Drachen erinnert. Daher rührt der Name „Drachenschlucht“.
Am Ausgang der Schlucht liegt Dreki, eine im Sommer bewirtschaftete Schutzhütte, die Übernachtungen in mehreren Hütten sowie auf einem Campingplatz anbietet. Von hier führt ein Wanderweg durch die Schlucht, der nach etwa 30 Minuten an einem Wasserfall endet.